# Hongcun
För andra betydelser, se Hongcun (olika betydelser).
Hongcun (宏村) är en by i Hongcun köping i Yi härad i södra delen av provinsen Anhui i Kina, nära berget Huangshans sydvästra sluttning.
Byn är arrangerad i form av en oxe, en närliggande kulle (雷刚, Leigang) ses som huvudet och två träd som står på den utgör hornen. Fyra broar över Jiyinbäcken kan ses som benen och husen i byn formar kroppen. Inne i "kroppen" kan Jiyinbäcken ses som inälvorna och Södra sjön (南湖, Nanhu) som dess mage.
Arkitekturen och träsniderierna på de omkring 150 bostadshusen daterar sig till Mingdynastin och Qingdynastin. De anses vara bland de mest välgjorda i sin tid. En av de största husen är öppet för besökare, Chenzihuset, vilket innehåller ett litet museum.
Tillsammans med Xidi blev Hongcun uppsatt på Unescos Världsarvslista år 2000. Hongcun användes också som bakgrund i filmen Crouching Tiger, Hidden Dragon.